# Hermannia incana
Hermannia incana är en malvaväxtart som beskrevs av Antonio José Cavanilles. Hermannia incana ingår i släktet Hermannia och familjen malvaväxter. Inga underarter finns listade i Catalogue of Life.